# Grupa tvog života
Grupa tvog života (kroatisch für „Die Gruppe deines Lebens“) ist eine vierköpfige Punk-Band aus Kroatien, die 2001 in Osijek gegründet wurde. Sie besteht aus dem Sänger Silvestar Mrak, dem Gitarristen Alan Biro, dem Bassisten Goran Barišić-Bara sowie dem Schlagzeuger Goran Hadžić-Hadž.

## Geschichte
„Grupa tvog života“ hatte ihre erste Probe am 30. August 2001 und sieht diesen Tag als Datum der Entstehung der Band, obwohl die Idee von der Gründung einer solchen Band schon ein paar Jahre früher bestand. Mrak und Hadž gründeten die Band und nach suchten einem Gitarristen, bis sie Biro und den Bassisten Ivan Mandić-Manda, Mraks Freund aus der Grundschule, fanden. Die Band probt in einem Bunker in Retfala (ein Stadtteil von Osijek), den sie mit den Bands „Gužva u 16-ercu“, „Debeli Precjednik“, „Diverzija“ und „Nevermind“ teilen. „Grupa tvog života“ wird oft als die „scherzhafteste“ Band des Balkans bezeichnet. Die Mitglieder der Band spielten früher Punkmusik in den Gruppen „Wrong“, „No Small Beers“ und „Duševna Kataklizma“. 2004 verließ Manda die Band. Im gleichen Jahr bekam „Grupa tvog života“ einen neuen Bassisten, Bara, einen alten Freund der Gruppe, und nahm ihr Album auf.
Ihre Platte Kolo spaja ljude wurde von Radule aus der legendären Gruppe „Atheist Rap“ aus Novi Sad produziert. Sie spielten dynamischen Punk. Die Aufnahme des Albums hat zwanzig Tage gedauert. 2006 wurde ihre Platte von Dirty Old Empire veröffentlicht. Das Werbekonzert des Albums war im Club OKS in Osijek und die Ehrengäste waren die Bands „Mitesers“ aus Novi Sad und „Novembar“ aus Niš. „Grupa tvog života“ ist eine Band in der Punkszene. Das Album wurde von der Musik der 1980er Jahre aus Ex-Jugoslawien beeinflusst und stellt eine interessante Mischung aus Punk- und Trashmusik vor. Obwohl ihre Musik schwer zu definieren ist, beschreiben sie sie als Aggropunkmusik. Die bekanntesten Lieder der Band sind „24 milje baći“, „Iglice od ježa“ oder „Muflino kolo“, die von Dörfern und Städten in der Nähe von Osijek handeln, und „Deine Idole“ (kroatisch „Tvoji idoli“). Ihr einziges Album wurde auch in Serbien, wo sie sehr populär sind, für Automatic Records unter dem Titel Kolo je spojilo ljude wiederherausgegeben. Das Album hat ein neues Coverdesign und zwei Bonuslieder.

## Konzerte
Die Band gibt viele Konzerte, die in ganz Kroatien stattfinden, aber oft auch in anderen Ländern Ex-Jugoslawiens. Sie waren auch vor Kurzem auf Europatournee, wo sie ihr hundertstes Konzert feierten.

## Diskografie
- 2006: Kolo spaja ljude
- 2002: Die Chansons (aufgenommen in einem Bunker in Osijek)

Kompilations-CDs
- v/a SUCCESS SUCKS ASS vol. 1 (* tvoji idoli, EP Version)
- v/a SUCCES SUX ASS vol. 2 (* pekmez, EP Version)
- v/a CHA, KURATZ?! Vat da fak?! vol. 1 (* tvoji idoli, EP Version)

Live
- Live, KSET,ZG 29-9-2005
- Čevap in Travnik 22-10-2004
- Burek in Sarajevo – Live @ Interground 1-10-2004
- Buje, KAF Fest 18-9-2004
- ŽIVO, Osijek 21-10-2003

## Aktuelle Bandmitglieder
- Silvestar Mrak (Gesang)
- Alan Biro (Gitarre)
- Goran Hadžić (Schlagzeug)
- Goran Barišić (Bass)

## Ehemalige Bandmitglieder
- Ivan Mandić (Bass)